# فرودگاه کپنهاگ
فرودگاه کُپنهاگ (به دانمارکی: Københavns Lufthavn) (یاتا: CPH، ایکائو: EKCH) اصلی‌ترین فرودگاه کپنهاگ، پایتخت کشور دانمارک است. این فرودگاه در سال ۱۹۲۵ میلادی افتتاح شد و با جابه‌جایی ۲۵٫۶ میلیون مسافر در سال ۲۰۱۴ میلادی، بزرگترین فرودگاه سرزمین‌های نوردیک و پُررفت‌وآمدترین فرودگاه اسکاندیناوی محسوب می‌شود.

## شرکت‌های هواپیمایی و مقصدهای پروازی

### مسافری
| شرکت‌های هواپیمایی                              | مقصدهای پروازی |
| ---------------------------------------------- | --- |
| آدریا ایرویز                                   | لیوبلیانا |
| ایجین ایرلاینز                                 | آتن فصلی: هراکلین، کالاماتا، رود |
| آئروفلوت                                       | شرمتیوو |
| ایر عربیا مغرب                                 | اگادیر المسیره (آغاز از ۱ اکتبر ۲۰۱۷) |
| ایربالتیک                                      | ریگا |
| ایر قاهره                                      | فصلی: شرم‌الشیخ |
| ایر کانادا                                     | پیرسون تورنتو |
| ایر اروپا                                      | فصلی: مادرید-باراخاس |
| ایر فرانس                                      | شارل دوگل پاریس فصلی: بوردو–مریگناک |
| ایر گرین‌لند                                    | کانگرلوسواک |
| ایر گرین‌لند اجرا توسط جت تایم                  | فصلی: نارسارسواک |
| ایر ایندیا                                     | ایندیرا گاندی (آغاز از ۱۶ سپتامبر ۲۰۱۷) |
| ایر صربیا                                      | بلگراد نیکولا تسلا |
| آلیتالیا                                       | لینیت، لئوناردو دا وینچی-فیومیچینو |
| Alsie Express                                  | سوندربورگ |
| آتلانتیک ایرویز                                | واگار فصلی: باستیا – پورتا |
| اطلس گلوبال                                    | آتاترک |
| آسترین ایرلاینز                                | وین فصلی: اینسبروک |
| بی‌اچ ایر                                       | چارتر فصلی: بورگاس |
| بلو ایر                                        | هنری کواندا، تورین کاسله |
| بریتیش ایرویز                                  | هیترو لندن |
| بروکسل ایرلاینز                                | بروکسل |
| بلغارین ایر چارتر                              | چارتر فصلی: وارنا |
| هواپیمایی کرواسی توسط Air Nostrum اداره می شود | زاگرب |
| چک ایرلاینز                                    | پراگ رازیون |
| حمل و نقل هوایی دانمارک                        | برنهلم، کاروپ فصلی: شرم‌الشیخ چارتر فصلی: بورگاس، خانیا، ملی یوآنینا، سفلوونیا، لارناکا، عمومی سیتیا |
| دلتا ایرلاینز                                  | فصلی: جان اف کندی |
| ایزی‌جت                                         | برلین شونفلد، بریستول، ادینبرو، گاتویک، لیون-سینت اگزوپری، منچستر، میلانو مالپنسا، شارل دوگل پاریس فصلی: ونیز مارکو پولو، آره اوستشوند (آغاز از ۱۶ دسامبر ۲۰۱۷) |
| ایزی جت سوئیس                                  | بازل-مولوز-فرایبورگ اروپا، ژنو |
| هواپیمایی مصر                                  | قاهره |
| هواپیمایی امارات                               | دوبی |
| فن‌ایر                                          | هلسینکی |
| ایبریا اکسپرس                                  | مادرید-باراخاس |
| ایسلندایر                                      | کفلاویک |
| هواپیمایی عراق اجرا توسط ایراکسپلور            | بغداد |
| جت تایم                                        | چارتر: آنتالیا، ملک حسین، میلاس-بودروم، بورگاس، شامبری ساووی، خانیا، کورفو، دالامان، دوبروونیک، فوئرته‌ونتورا، قاضی پاشا، گرن کناریا، گرنوبل-ایزره، هراکلین، غردقه، اینسبروک، عدنان مندرس، کانگرلوسواک، سفلوونیا، جزیره کوس، لانزاروته، لارناکا، مالاگا، مالت، مرسی عالم، پالما د مایورکا، ژان پائولو دوم، رود، زالتسبورگ، سمس، شرم‌الشیخ، ملی جزیره اسکیاتوس، تنریف جنوبی |
| کاال‌ام                                         | اسخیپول آمستردام |
| کاال‌ام اجرا توسط کی‌ال‌ام سیتی‌هاپر               | اسخیپول آمستردام |
| لوت پولیش ایرلاینز                             | شوپن ورشو |
| لوفت‌هانزا                                      | فرانکفورت، مونیخ |
| لوکزایر                                        | لوگزامبورگ - فیندل |
| هواپیمایی ماهان                                | امام خمینی (suspended) |
| هواپیمایی خاورمیانه                            | فصلی: رفیق حریری بیروت |
| مونته‌نگرو ایرلاینز                             | فصلی: پودگوریتسا |
| نوردیکا اجرا توسط لوت پولیش ایرلاینز           | خرونینگن ایلده، اوربرو |
| نروجین ایر شاتل                                | آلبورگ، آلیکانته-الچه، اسخیپول آمستردام، بارسلونا-ال پرات، فلسلند برگن، برلین شونفلد (پایان در ۲۹ اکتبر ۲۰۱۷)، بوداپست فرنک لیست، دوبی، دوبلین، ادینبرو، کریستیانو رونالدو، گرن کناریا، هلسینکی، جان پل دوم کراکوف-بالیس، لیسبون پورتلا، گاتویک، مادرید-باراخاس، مالاگا، مراکش-منارا، میلانو مالپنسا، نیس کوت دازور، گاردرموئن اسلو، اورلی، پراگ رازیون، ریگا، لئوناردو دا وینچی-فیومیچینو، استکهلم-آرلاندا، بن گوریون فصلی: اگادیر المسیره، آتن، بلگراد نیکولا تسلا، بورگاس، کاتانیا-فونتاناروسا، خانیا، کورفو، دوبروونیک، فارو، ژنو، گرنوبل-ایزره، هراکلین، ایبیزا، جزیره کوس، لارناکا، مالت، مارسی پروانس، مونپلیه - مدیترانه، اولبیا - کاستا اسمرالدا، پالما د مایورکا، گالیله، رود، زالتسبورگ، سارایوو، اسپلیت، سولا استاوانگر، تنریف جنوبی، وارنا، ونیز مارکو پولو، زاگرب |
| نروجین ایر شاتل اجرا توسط نروجین لانگ هاول     | سووارنابومی، فورت لادردیل–هالیوود، لس‌آنجلس، جان اف کندی, اورلاندو فصلی: لوگان، مک‌کاران، اوکلند |
| نوول‌ایر                                        | فصلی: تونس قرطاج |
| هواپیمایی بین‌المللی پاکستان                    | بینظیر بوتو |
| پگاسوس ایرلاینز                                | صبیحه گوکچن فصلی: آنتالیا |
| پریمرا ایر                                     | چارتر: آلیکانته-الچه، بارسلونا-ال پرات, لا پالما، مالاگا Seasonal دالامان، النفیضه حمامات، فارو, فوئرته‌ونتورا، گرن کناریا، جرزی، کالاماتا, لانزاروته، لیسبون پورتلا, منورکا, پالما د مایورکا، ژان پائولو دوم، رود، ملی سادورینی، تنریف جنوبی، وارنا، زاکینثوس |
| هواپیمایی قطر                                  | حمد |
| هواپیمایی پادشاهی مراکش                        | محمد پنجم |
| رایان‌ایر                                       | آلیکانته-الچه، اوریو آل سریو، بلوونی گوگلیلمو مارکونی، بوداپست فرنک لیست، بروکسل جنوب شرلروآ، کلن بن، دوبلین، ادینبرو، کاناس، لوتن لندن، استانستد لندن، مادرید-باراخاس، مالاگا، فرنسیسکو جسا کارنئیرو، چمپینو، رم فصلی: ناپل، آبروتزو، سالونیک، تنریف جنوبی، والنسیا، زادر |
| هواپیمایی اسکاندیناوی                          | آلبورگ، آرهوس، آبردین، اسخیپول آمستردام، آتن، پکن، فلسلند برگن، برلین تگل، بیلاند، بیرمنگام، بلوونی گوگلیلمو مارکونی، لوگان، بروکسل، هنری کواندا، اوهر شیکاگو، دوبلین، دوسلدورف، فارو، فرانکفورت، گدایسک لخ والسا، ژنو، گوتنبرگ-لاندوتر، هامبورگ، هانوفر، هلسینکی، جان پل دوم کراکوف-بالیس، هیترو لندن، مالاگا، منچستر، میامی، میلانو مالپنسا، مونیخ، لیبرتی نیوآرک، نیس کوت دازور، گاردرموئن اسلو، پالانگا، پالما د مایورکا، شارل دوگل پاریس، پوزنان-لاویکا، پراگ رازیون، کفلاویک، ریگا، لئوناردو دا وینچی-فیومیچینو، سانفرانسیسکو، شانگهای پودنگ، سولا استاوانگر، استکهلم-آرلاندا، اشتوتگارت، لنارت مری تالین، ناریتا، ورنس تروندهایم، واگار، ونیز مارکو پولو، وین، ویلنیوس، شوپن ورشو، دالس واشینگتن، وروتسواف کوپرنیکوس، زوریخ فصلی: ویگرا آلسوند، آلیکانته-الچه, بارسلونا-ال پرات، بیاریتس – انگلت – بییون، خانیا، دوبروونیک، ادینبرو، فوئرته‌ونتورا (آغاز از ۱۴ اکتبر ۲۰۱۷), گرن کناریا، کاناس (پایان در ۱۷ اوت ۲۰۱۷)، مالت، مونپلیه - مدیترانه، ناپل، نیوکاسل، اولبیا - کاستا اسمرالدا، پالرمو، گالیله، پریشتینا، پولا، پالکوو، زالتسبورگ، اسپلیت، تنریف جنوبی (آغاز از ۲۹ اکتبر ۲۰۱۷), سالونیک، ترومسا (آغاز از ۱۶ دسامبر ۲۰۱۷) |
| سنگاپور ایرلاینز                               | چانگی سنگاپور |
| Small Planet Airlines                          | ملی یوآنینا ( begins ۴ ژوئن ۲۰۱۸) |
| سان اکسپرس                                     | چارتر فصلی: آنتالیا، عدنان مندرس، قونیه |
| سوئیس اینترنشنال ایرلاینز                      | زوریخ |
| تاپ پرتغال                                     | لیسبون پورتلا |
| تای ایرویز اینترنشنال                          | سووارنابومی فصلی: پوکت |
| Thomas Cook Airlines Scandinavia               | چارتر: آنتالیا، میلاس-بودروم، کانکون، کینتانا رو، خانیا، دالامان، کریستیانو رونالدو، گرن کناریا، هراکلین، غردقه، ایبیزا، جزیره کوس، لارناکا، موتیلنه، پالما ده مایورکا، ملی اکتیون، پونتا کانا، رود، شرم‌الشیخ، ملی جزیره اسکیاتوس، تنریف، خوآن گئوآلبرتو گومس |
| Thomson Airways                                | فصلی: کانکون، کینتانا رو، کرابی، سر سیوساگور رامگولام، پوکت |
| ترانساویا.کام                                  | آیندهوون |
| تی‌یوآی‌فلای نوردیک                              | چارتر: آنتالیا، بورگاس، گرن کناریا، عدنان مندرس، کرابی، لانزاروته، لارناکا، پوکت، گریگوریو لوپرون |
| ترکیش ایرلاینز                                 | آتاترک فصلی: اسن‌بوغا، صبیحه گوکچن، قونیه |
| اورال ایرلاینز                                 | فصلی: کولتسوو |
| ویولینگ                                        | بارسلونا-ال پرات، مالاگا، شارل دوگل پاریس (پایان در ۲۸ اکتبر ۲۰۱۷), اورلی (آغاز از ۲۹ اکتبر ۲۰۱۷) فصلی: پره‌تولا، لئوناردو دا وینچی-فیومیچینو |
| ویدروئه                                        | هوگسوند، کریستیان‌ساند کیویک، سندفیورد، تورپ |
| ویز ایر                                        | کیف ژولیانی (آغاز از ۲۶ اوت ۲۰۱۷), اسکندر کبیر اسکوپیه، صوفیه |
| واو ایر                                        | کفلاویک |

### باری
| شرکت‌های هواپیمایی    | مقصدهای پروازی                                                                          |
| -------------------- | --------------------------------------------------------------------------------------- |
| چاینا کارگو ایرلاینز | شانگهای پودنگ                                                                           |
| دی‌اچ‌ال اوییشن        | ایست میدلند، لایپزیگ/هال، مادرید-باراخاس، گاردرموئن اسلو، استکهلم-آرلاندا               |
| امارات اسکای‌کارگو    | هارتسفیلد-جکسون آتلانتا، اوهر شیکاگو، ریکن‌بیکر، آل مکتوم، جرج بوش، لس‌آنجلس، مکزیکو سیتی |
| فدکس اکسپرس          | هلسینکی، شارل دوگل پاریس                                                                |
| West Air Sweden      | هلسینکی                                                                                 |

## آمارها

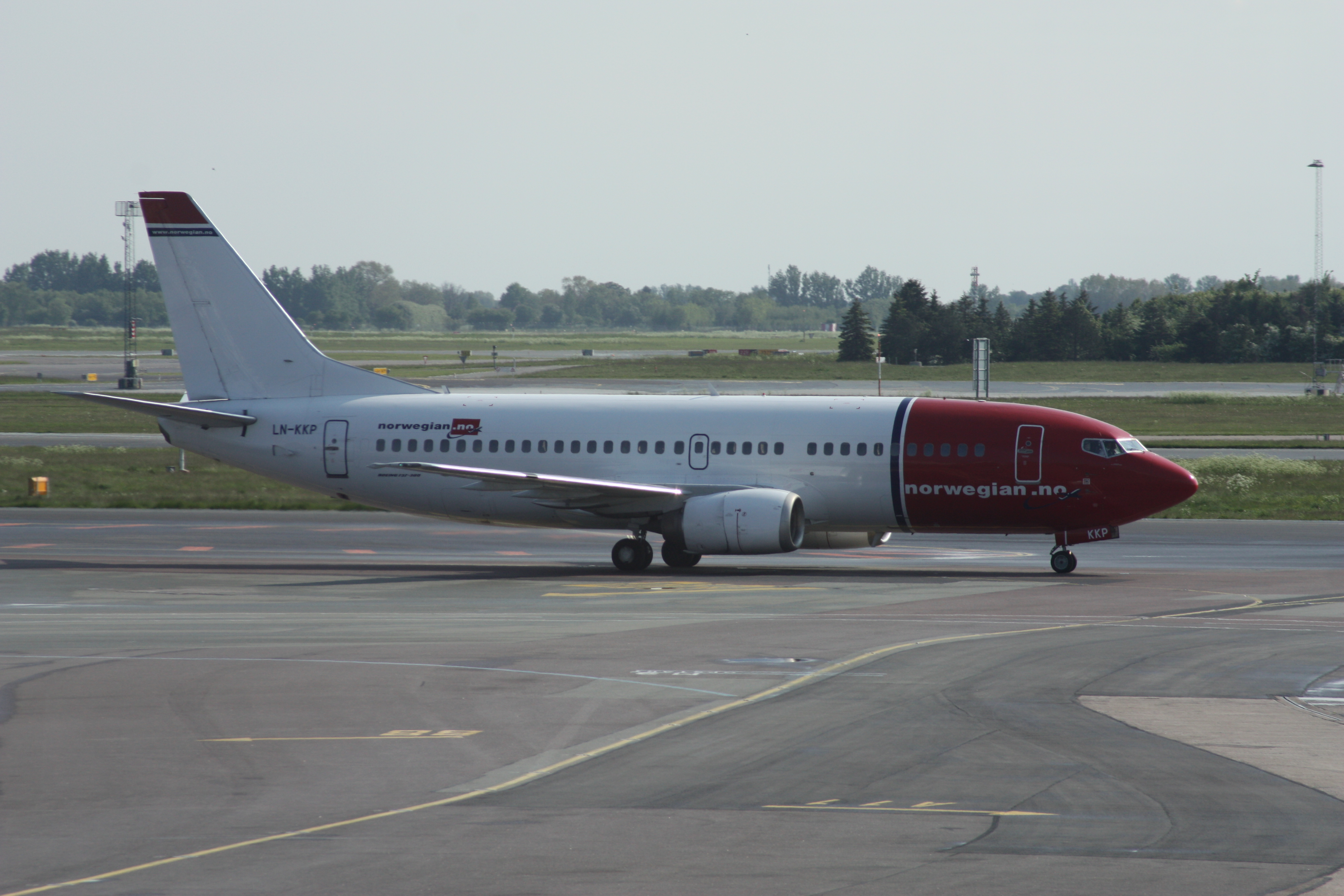
یک فروند بوئینگ ۷۳۷ کلاسیک متعلق به نروژین ایر شاتل در فرودگاه کپنهاگ.

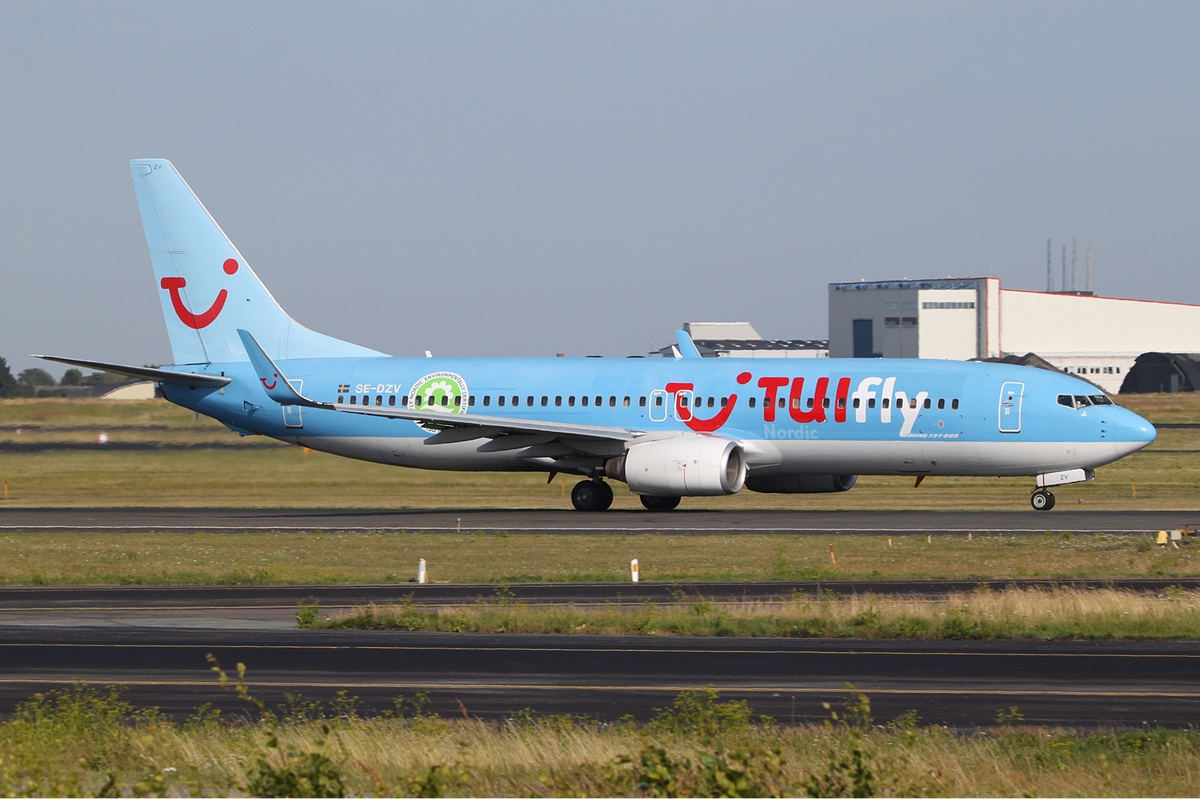
یک فروند بوئینگ ۷۳۷ نسل بعدی تی‌یوآی‌فلای نوردیک در فرودگاه کپنهاگ.

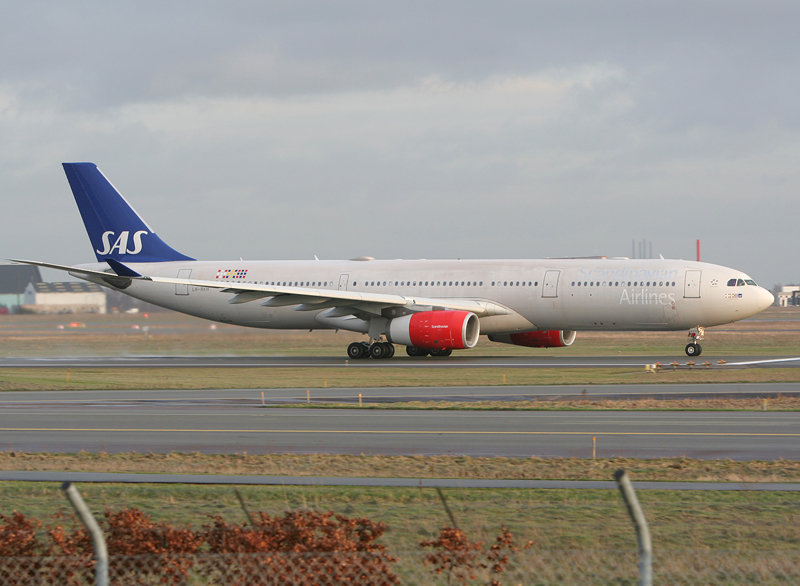
یک فروند ایرباس ای۳۳۰ هواپیمایی اسکاندیناوی در فرودگاه کپنهاگ.

| مقصد             | فرودگاه(ها)                                                    | تعداد مسافران |
| ---------------- | -------------------------------------------------------------- | ------------- |
| لندن             | فرودگاه گاتویک، فرودگاه هیترو لندن، فرودگاه استانستد لندن      | ۱٬۷۳۲٬۸۵۷     |
| استکهلم          | فرودگاه استکهلم-آرلاندا                                        | ۱٬۴۴۹٬۹۶۳     |
| اسلو             | فرودگاه گاردرموئن اسلو، فرودگاه سندفیورد، تورپ                 | ۱٬۴۱۱٬۳۹۹     |
| آمستردام         | فرودگاه اسخیپول آمستردام                                       | ۸۸۸٬۷۹۸       |
| آلبورگ           | فرودگاه آلبورگ                                                 | ۸۷۴٬۲۲۱       |
| هلسینکی          | فرودگاه هلسینکی                                                | ۷۸۰٬۹۷۶       |
| پاریس            | فرودگاه شارل دوگل پاریس، فرودگاه اورلی                         | ۷۷۴٬۲۵۲       |
| فرانکفورت        | فرودگاه بین‌المللی فرانکفورت                                    | ۶۵۳٬۳۸۶       |
| بروکسل           | فرودگاه بروکسل                                                 | ۴۶۶٬۷۰۹       |
| میلان            | فرودگاه لینیت، فرودگاه میلانو مالپنسا                          | ۴۳۳٬۶۳۰       |
| برلین            | فرودگاه برلین تگل، فرودگاه برلین شونفلد                        | ۴۲۸٬۰۶۲       |
| زوریخ            | فرودگاه زوریخ                                                  | ۴۲۶٬۰۸۹       |
| رم               | فرودگاه لئوناردو دا وینچی-فیومیچینو                            | ۴۲۳٬۱۷۶       |
| برگن             | فرودگاه فلسلند برگن                                            | ۴۱۹٬۲۸۴       |
| ریکیاویک-کپلاویک | فرودگاه بین‌المللی کفلاویک                                      | ۴۱۱٬۸۹۳       |
| مونیخ            | فرودگاه مونیخ                                                  | ۴۰۶٬۸۳۲       |
| وین              | فرودگاه بین‌المللی وین                                          | ۳۸۲٬۲۲۰       |
| دوسلدورف         | فرودگاه بین‌المللی دوسلدورف                                     | ۳۸۰٬۸۶۱       |
| بارسلون          | فرودگاه بارسلونا-ال پرات                                       | ۳۶۷٬۹۲۵       |
| نیویورک          | فرودگاه بین‌المللی جان اف کندی، فرودگاه بین‌المللی لیبرتی نیوآرک | ۳۴۹٬۷۵۶       |
| یوتبری           | فرودگاه گوتنبرگ-لاندوتر                                        | ۳۳۵٬۱۳۵       |
| استانبول         | فرودگاه بین‌المللی آتاترک، فرودگاه بین‌المللی صبیحه گوکچن        | ۳۲۸٬۱۶۹       |
| مالاگا           | فرودگاه مالاگا                                                 | ۳۱۵٬۰۸۲       |
| منچستر           | فرودگاه منچستر                                                 | ۲۹۷٬۲۰۹       |
| استاوانگر        | فرودگاه سولا استاوانگر                                         | ۲۸۱٬۰۳۲       |
| ژنو              | فرودگاه بین‌المللی ژنو                                          | ۲۷۶٬۱۳۳       |
| نیس              | فرودگاه نیس کوت دازور                                          | ۲۷۴٬۵۲۴       |
| دوبلین           | فرودگاه دوبلین                                                 | ۲۷۰٬۳۳۳       |
| شهر دبی          | فرودگاه بین‌المللی دوبی                                         | ۲۵۷٬۰۱۹       |
| بانکوک           | فرودگاه بین‌المللی سووارنابومی                                  | ۲۵۴٬۲۲۲       |